# 500 kilomètres d'Oschersleben FIA GT 2003
Navigation
Édition précédente Édition suivante
Les 500 kilomètres d'Oschersleben 2003 FIA GT, disputées le 21 septembre 2003 sur le circuit d'Oschersleben, sont la huitième manche du championnat FIA GT 2003.

## Course

### Classement de la course
Classement à l'issue de la course (vainqueurs de catégorie en gras), :
| Pos.   | Catégorie | N° | Écurie                                    | Pilotes                                                        | Châssis                   | Pneus | Tours |
| Pos.   | Catégorie | N° | Écurie                                    | Pilotes                                                        | Moteur                    | Pneus | Tours |
| ------ | --------- | -- | ----------------------------------------- | -------------------------------------------------------------- | ------------------------- | ----- | ----- |
| 1      | GT        | 23 | BMS Scuderia Italia                       | Matteo Bobbi Thomas Biagi                                      | Ferrari 550-GTS Maranello | M     | 119   |
| 1      | GT        | 23 | BMS Scuderia Italia                       | Matteo Bobbi Thomas Biagi                                      | Ferrari 5.9L V12          | M     | 119   |
| 2      | GT        | 6  | Creation Autosportif                      | Bobby Verdon-Roe Marco Zadra                                   | Lister Storm              | D     | 118   |
| 2      | GT        | 6  | Creation Autosportif                      | Bobby Verdon-Roe Marco Zadra                                   | Jaguar 7.0L V12           | D     | 118   |
| 3      | GT        | 21 | Care Racing BMS Scuderia Italia           | Stefano Livio Lilian Bryner Enzo Calderari                     | Ferrari 550-GTS Maranello | M     | 118   |
| 3      | GT        | 21 | Care Racing BMS Scuderia Italia           | Stefano Livio Lilian Bryner Enzo Calderari                     | Ferrari 5.9L V12          | M     | 118   |
| 4      | GT        | 7  | Graham Nash Motorsport                    | Mike Newton Thomas Erdos                                       | Saleen S7-R               | D     | 117   |
| 4      | GT        | 7  | Graham Nash Motorsport                    | Mike Newton Thomas Erdos                                       | Ford 7.0L V8              | D     | 117   |
| 5      | N-GT      | 52 | JMB Racing                                | Andrea Bertolini Fabrizio de Simone                            | Ferrari 360 Modena GT     | P     | 117   |
| 5      | N-GT      | 52 | JMB Racing                                | Andrea Bertolini Fabrizio de Simone                            | Ferrari 3.6L V8           | P     | 117   |
| 6      | N-GT      | 88 | Team Maranello Concessionaires            | Darren Turner Jamie Davies                                     | Ferrari 360 Modena N-GT   | D     | 117   |
| 6      | N-GT      | 88 | Team Maranello Concessionaires            | Darren Turner Jamie Davies                                     | Ferrari 3.6L V8           | D     | 117   |
| 7      | N-GT      | 89 | Team Maranello Concessionaires            | Kelvin Burt Tim Mullen                                         | Ferrari 360 Modena GT     | D     | 117   |
| 7      | N-GT      | 89 | Team Maranello Concessionaires            | Kelvin Burt Tim Mullen                                         | Ferrari 3.6L V8           | D     | 117   |
| 8      | N-GT      | 61 | EMKA Racing                               | Emmanuel Collard Tim Sugden                                    | Porsche 911 GT3-R         | D     | 116   |
| 8      | N-GT      | 61 | EMKA Racing                               | Emmanuel Collard Tim Sugden                                    | Porsche 3.6L Flat-6       | D     | 116   |
| 9      | GT        | 18 | Zwaan's Racing                            | Arjan van der Zwaan Rob van der Zwaan Klaus Abbelen            | Chrysler Viper GTS-R      | D     | 116   |
| 9      | GT        | 18 | Zwaan's Racing                            | Arjan van der Zwaan Rob van der Zwaan Klaus Abbelen            | Chrysler 8.0L V10         | D     | 116   |
| 10     | N-GT      | 50 | Freisinger Motorsport                     | Marc Lieb Stéphane Ortelli                                     | Porsche 911 GT3-RS        | D     | 110   |
| 10     | N-GT      | 50 | Freisinger Motorsport                     | Marc Lieb Stéphane Ortelli                                     | Porsche 3.6L Flat-6       | D     | 110   |
| 11     | GT        | 8  | Graham Nash Motorsport                    | Ni Amorim Miguel Ramos Pedro Chaves                            | Saleen S7-R               | D     | 115   |
| 11     | GT        | 8  | Graham Nash Motorsport                    | Ni Amorim Miguel Ramos Pedro Chaves                            | Ford 7.0L V8              | D     | 115   |
| 12     | GT        | 16 | Wieth Racing                              | Wolfgang Kaufmann Elmar Grimm Paolo Biglieri                   | Ferrari 550 Maranello     | D     | 115   |
| 12     | GT        | 16 | Wieth Racing                              | Wolfgang Kaufmann Elmar Grimm Paolo Biglieri                   | Ferrari 6.0L V12          | D     | 115   |
| 13     | N-GT      | 74 | Team Eurotech                             | Mike Jordan Mark Sumpter                                       | Porsche 911 GT3-RS        | D     | 114   |
| 13     | N-GT      | 74 | Team Eurotech                             | Mike Jordan Mark Sumpter                                       | Porsche 3.6L Flat-6       | D     | 114   |
| 14     | N-GT      | 99 | RWS Yukos Motorsport                      | Toto Wolff Stéphane Daoudi                                     | Porsche 911 GT3-RS        | P     | 114   |
| 14     | N-GT      | 99 | RWS Yukos Motorsport                      | Toto Wolff Stéphane Daoudi                                     | Porsche 3.6L Flat-6       | P     | 114   |
| 15     | N-GT      | 51 | Freisinger Motorsport                     | Bert Longin Gabriele Gardel                                    | Porsche 911 GT3-RS        | D     | 114   |
| 15     | N-GT      | 51 | Freisinger Motorsport                     | Bert Longin Gabriele Gardel                                    | Porsche 3.6L Flat-6       | D     | 114   |
| 16     | GT        | 10 | JMB Racing                                | Boris Derichebourg Christian Pescatori                         | Ferrari 550 Maranello     | P     | 113   |
| 16     | GT        | 10 | JMB Racing                                | Boris Derichebourg Christian Pescatori                         | Ferrari 6.0L V12          | P     | 113   |
| 17     | N-GT      | 77 | RWS Yukos Motorsport                      | Nikolai Fomenko Alexey Vasilyev                                | Porsche 911 GT3-RS        | P     | 113   |
| 17     | N-GT      | 77 | RWS Yukos Motorsport                      | Nikolai Fomenko Alexey Vasilyev                                | Porsche 3.6L Flat-6       | P     | 113   |
| 18     | N-GT      | 57 | MenX                                      | Tomáš Enge Robert Pergl                                        | Ferrari 360 Modena GT     | D     | 112   |
| 18     | N-GT      | 57 | MenX                                      | Tomáš Enge Robert Pergl                                        | Ferrari 3.6L V8           | D     | 112   |
| 19     | N-GT      | 75 | Team Eurotech                             | Godfrey Jones David Jones                                      | Porsche 911 GT3-RS        | D     | 111   |
| 19     | N-GT      | 75 | Team Eurotech                             | Godfrey Jones David Jones                                      | Porsche 3.6L Flat-6       | D     | 111   |
| 20     | N-GT      | 86 | JVG Racing                                | Jürgen van Gartzen Horst Felbermayr, Sr. Horst Felbermayr, Jr. | Porsche 911 GT3-RS        | P     | 110   |
| 20     | N-GT      | 86 | JVG Racing                                | Jürgen van Gartzen Horst Felbermayr, Sr. Horst Felbermayr, Jr. | Porsche 3.6L Flat-6       | P     | 110   |
| 21     | N-GT      | 69 | Proton Competition                        | Christian Ried Gerold Ried                                     | Porsche 911 GT3-RS        | D     | 107   |
| 21     | N-GT      | 69 | Proton Competition                        | Christian Ried Gerold Ried                                     | Porsche 3.6L Flat-6       | D     | 107   |
| 22     | GT        | 11 | Roos Optima Racing Team                   | Henrik Roos Magnus Wallinder                                   | Chrysler Viper GTS-R      | D     | 104   |
| 22     | GT        | 11 | Roos Optima Racing Team                   | Henrik Roos Magnus Wallinder                                   | Chrysler 8.0L V10         | D     | 104   |
| 23     | GT        | 4  | Force One Racing Festina                  | Philippe Alliot David Hallyday                                 | Chrysler Viper GTS-R      | P     | 101   |
| 23     | GT        | 4  | Force One Racing Festina                  | Philippe Alliot David Hallyday                                 | Chrysler 8.0L V10         | P     | 101   |
| 24 DNF | GT        | 22 | BMS Scuderia Italia                       | Fabrizio Gollin Luca Cappellari                                | Ferrari 550-GTS Maranello | M     | 74    |
| 24 DNF | GT        | 22 | BMS Scuderia Italia                       | Fabrizio Gollin Luca Cappellari                                | Ferrari 5.9L V12          | M     | 74    |
| 25 DNF | GT        | 5  | Force One Racing Festina Carsport Holland | Mike Hezemans Anthony Kumpen                                   | Chrysler Viper GTS-R      | P     | 71    |
| 25 DNF | GT        | 5  | Force One Racing Festina Carsport Holland | Mike Hezemans Anthony Kumpen                                   | Chrysler 8.0L V10         | P     | 71    |
| 26 DNF | GT        | 15 | Lister Storm Racing                       | Andrea Piccini David Sterckx                                   | Lister Storm              | D     | 66    |
| 26 DNF | GT        | 15 | Lister Storm Racing                       | Andrea Piccini David Sterckx                                   | Jaguar 7.0L V12           | D     | 66    |
| 27 DNF | GT        | 19 | Creation Autosportif                      | Paul Knapfield Jean-Marc Gounon                                | Lister Storm              | D     | 47    |
| 27 DNF | GT        | 19 | Creation Autosportif                      | Paul Knapfield Jean-Marc Gounon                                | Jaguar 7.0L V12           | D     | 47    |
| 28 DNF | N-GT      | 53 | JMB Racing                                | Peter Kutemann Antoine Gosse                                   | Ferrari 360 Modena N-GT   | P     | 43    |
| 28 DNF | N-GT      | 53 | JMB Racing                                | Peter Kutemann Antoine Gosse                                   | Ferrari 3.6L V8           | P     | 43    |
| DSQ    | GT        | 14 | Lister Storm Racing                       | Jamie Campbell-Walter Nathan Kinch                             | Lister Storm              | D     | 119   |
| DSQ    | GT        | 14 | Lister Storm Racing                       | Jamie Campbell-Walter Nathan Kinch                             | Jaguar 7.0L V12           | D     | 119   |
| DSQ    | GT        | 2  | Konrad Motorsport                         | Franz Konrad Walter Lechner, Jr. Toni Seiler                   | Saleen S7-R               | D     | 117   |
| DSQ    | GT        | 2  | Konrad Motorsport                         | Franz Konrad Walter Lechner, Jr. Toni Seiler                   | Ford 7.0L V8              | D     | 117   |
| DNS    | GT        | 9  | JMB Racing                                | Philipp Peter Fabio Babini                                     | Ferrari 550 Maranello     | P     | –     |
| DNS    | GT        | 9  | JMB Racing                                | Philipp Peter Fabio Babini                                     | Ferrari 6.0L V12          | P     | –     |
| DNS    | N-GT      | 85 | JVG Racing                                | Ian Khan Mark Mayall                                           | Porsche 911 GT3-R         | P     | –     |
| DNS    | N-GT      | 85 | JVG Racing                                | Ian Khan Mark Mayall                                           | Porsche 3.6L Flat-6       | P     | –     |